# Saverio dalla Rosa
Saverio dalla Rosa (Vérone, 1745 - 1821) est un peintre et graveur vénitien qui a été actif dans la seconde moitié du XVIIIe siècle et au début du XIXe siècle.

## Biographie
Saverio dalla Rosa étudie la peinture auprès de son oncle Giambettino Cignaroli.
Il est directeur de l'Académie des Beaux-Arts de Vérone (it).
En tant qu'écrivain, il rédige deux œuvres manuscrites très importantes pour la peinture et la sculpture véronaise, La Pittura in Verona Italica e Austriaca (1803), qui répertorie toutes les sculptures, peintures et fresques existantes à Vérone et sur les territoires de la rive droite et gauche de l'Adige et le Diario Veronese (1795 et 1809-1812).
Il a trois enfants, devenus tous peintres et dont le plus reconnu est Domenico.
Son buste de Bartolomeo Lorenzi est visible au Musée de Castelvecchio.
Lattanzio Querena et Jacopo Tumicelli ont fait partie de ses élèves.

## Œuvres

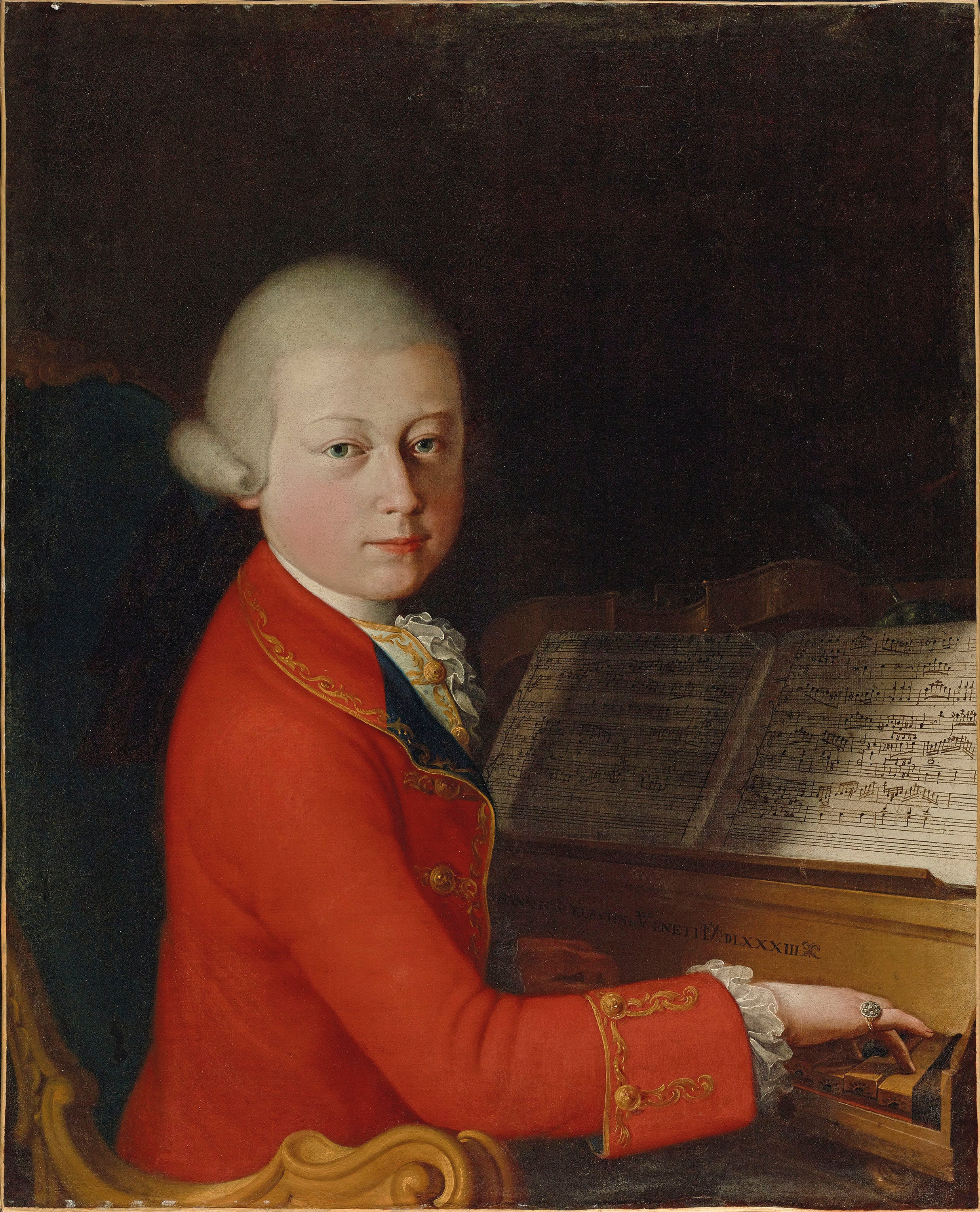
Portrait de Mozart (1770)

- Immaculée Conception, église Collegio Vescovile, Vérone.
- Dernière Cène, église san Pietro Incariano, Vérone.
- Évêques véronais, sagrestie, église san Luca, Vérone
- Madone et saints, église san Giovanni Lupatoto, Vérone.
- Crucifixion, église de Sandrà, Vérone.
- Saint Bénédicte, église san Michele Extra, Vérone.
- Sainte Famille, Pressana.
- Vierge et les saints Louis Gonzague, Jérôme, Dominique et Blaise (1792), retable, église san Luigi, Santo Stefano di Isola della Scala.
- Portrait de Mozart (1770) [1].